# Niels Olivier
Niels Olivier (12 december 1992) is een Nederlandse ondernemer en voormalig professioneel langebaanschaatser. Hij is de CEO en medeoprichter van TAGGRS, een bedrijf gespecialiseerd in server-side tracking software, en is ook bekend van het andere bedrijf die hij samen met Jorris Jorritsma heeft opgericht: Flowhub. 
Olivier schaatste tot en met 2012 bij Jong Oranje. Hij was vooral goed op de korte afstanden. Zo werd hij in november 2010 tijdens de NK afstanden 19e op 500 meter. Later dat seizoen eindigde hij als 10e op diezelfde afstand tijdens de WK junioren.

## Resultaten
| jaar | NK Afstanden | WK Junioren |
| ---- | ------------ | ----------- |
| 2011 | 19e 500m     | 10e 500m    |
| 2012 | 17e 500m     | 10e 500m    |

## Persoonlijke records
| Afstand    | Tijd    | Datum             | Baan       |
| ---------- | ------- | ----------------- | ---------- |
| 500 meter  | 36,44   | 17 december 2011  | Heerenveen |
| 1000 meter | 1.13,70 | 25 september 2011 | Heerenveen |
| 1500 meter | 1.57,22 | 1 oktober 2011    | Heerenveen |
| 3000 meter | 4.07,05 | 26 februari 2010  | Heerenveen |

1. ↑  Over ons - maak kennis met onze teamleden. taggrs.io (24 juni 2024). Geraadpleegd op 11 mei 2025.
2. ↑  Over Ons » Flowhub. flowhub.nl. Geraadpleegd op 11 mei 2025.